# Mildgita
Mildgita, conosciuta anche come Mildgyth (in inglese antico: Mildgyð) (... – 676), è stata una principessa e una badessa di un'abbazia del regno anglosassone di Northumbria, vissuta nel settimo secolo. È venerata come santa dalla Chiesa cattolica, dalla Chiesa ortodossa e dalla Comunione anglicana.

## Biografia
Mildgita era la più giovane delle figlie di Merewalh, re del Magonsete, un sub-regno del regno anglosassone di Mercia, e di Santa Ermenburga (conosciuta anche come Domne Eafe); in quanto pronipote di re Etelberto del Kent, anch'egli santo, appare anch'essa nella raccolta di testi medievali denominata Kentish Royal Legend (letteralmente: leggenda reale del Kent).
Anche le sue sorelle Mildburga (Santa Mildburga di Much Wenlock) e Mildred (Santa Mildred) sono state dichiarate sante e appaiono con lei nella sopraccitata Kentish Royal Legend, conosciuta anche come Leggenda di Mildred. Le tre sorelle sono state associate alle tre virtù teologali: Mildburga alla fede, Mildred alla carità e Mildgita alla speranza.
Si sa che, ancora adolescente, divenne monaca benedettina e poi badessa in un convento del Regno di Northumbria, nell'Inghilterra settentrionale, dove trovò poi la morte in giovanissima età. Proprio una morte così precoce è forse il motivo per cui così poco si sa di lei, soprattutto rispetto a quanto si sa invece delle sue sorelle. Tutto ciò che ci è pervenuto circa Mildgita è infatti soltanto che era una monaca i cui "miracolosi poteri si manifestavano spesso presso la di lei tomba", nel Regno di Northumbria.

## Albero genealogico
L'albero genealogico di questa parte della famiglia reale del Kent nel settimo secolo è derivato dalle vecchie cronache latine e anglosassoni. Eadbald divenne re nel 616 e regnò fino alla sua morte, nel 640, quando gli succedette suo figlio Eorcenberht (che secondo alcuni regnò assieme a Eormenred, nonno di Mildgita). Egberto salì sul trono nel 664 e morì nel 673 quando sul trono del Kent salì suo fratello Hlothhere, che regnò fino al 685. Il figlio di Egberto, Eadric, regnò dal 685 al 686 (forse anche insieme a suo zio Hlothhere).
|                          |                          |                          |                          |                          |                          | Santo Etelberto I re del Kent | Santo Etelberto I re del Kent | Santo Etelberto I re del Kent | Santo Etelberto I re del Kent | Santo Etelberto I re del Kent | Santo Etelberto I re del Kent |                            |                            |  |  |                              |                              | Santa Bertha                 | Santa Bertha                 | Santa Bertha                 | Santa Bertha                 | Santa Bertha | Santa Bertha |                            |                            |                            |                            |                            |                            |  |  |                |                |                |                |                |                |  |  |                 |                 |                 |                 |                 |                 |  |  |            |            |            |            |            |            |  |  |            |            |            |            |            |            |
|                          |                          |                          |                          |                          |                          | Santo Etelberto I re del Kent | Santo Etelberto I re del Kent | Santo Etelberto I re del Kent | Santo Etelberto I re del Kent | Santo Etelberto I re del Kent | Santo Etelberto I re del Kent |                            |                            |  |  |                              |                              | Santa Bertha                 | Santa Bertha                 | Santa Bertha                 | Santa Bertha                 | Santa Bertha | Santa Bertha |                            |                            |                            |                            |                            |                            |  |  |                |                |                |                |                |                |  |  |                 |                 |                 |                 |                 |                 |  |  |            |            |            |            |            |            |  |  |            |            |            |            |            |            |
|                          |                          |                          |                          |                          |                          |                               |                               |                               |                               |                               |                               |                            |                            |  |  |                              |                              |                              |                              |                              |                              |              |              |                            |                            |                            |                            |                            |                            |  |  |                |                |                |                |                |                |  |  |                 |                 |                 |                 |                 |                 |  |  |            |            |            |            |            |            |  |  |            |            |            |            |            |            |
|                          |                          |                          |                          |                          |                          |                               |                               |                               |                               |                               |                               |                            |                            |  |  |                              |                              |                              |                              |                              |                              |              |              |                            |                            |                            |                            |                            |                            |  |  |                |                |                |                |                |                |  |  |                 |                 |                 |                 |                 |                 |  |  |            |            |            |            |            |            |  |  |            |            |            |            |            |            |
| Edvino re di Northumbria | Edvino re di Northumbria | Edvino re di Northumbria | Edvino re di Northumbria | Edvino re di Northumbria | Edvino re di Northumbria |                               |                               | Santa Etelburga di Liminge    | Santa Etelburga di Liminge    | Santa Etelburga di Liminge    | Santa Etelburga di Liminge    | Santa Etelburga di Liminge | Santa Etelburga di Liminge |  |  | Eadbaldo re del Kent         | Eadbaldo re del Kent         | Eadbaldo re del Kent         | Eadbaldo re del Kent         | Eadbaldo re del Kent         | Eadbaldo re del Kent         |              |              | Emma                       | Emma                       | Emma                       | Emma                       | Emma                       | Emma                       |  |  |                |                |                |                |                |                |  |  |                 |                 |                 |                 |                 |                 |  |  |            |            |            |            |            |            |  |  |            |            |            |            |            |            |
| Edvino re di Northumbria | Edvino re di Northumbria | Edvino re di Northumbria | Edvino re di Northumbria | Edvino re di Northumbria | Edvino re di Northumbria |                               |                               | Santa Etelburga di Liminge    | Santa Etelburga di Liminge    | Santa Etelburga di Liminge    | Santa Etelburga di Liminge    | Santa Etelburga di Liminge | Santa Etelburga di Liminge |  |  | Eadbaldo re del Kent         | Eadbaldo re del Kent         | Eadbaldo re del Kent         | Eadbaldo re del Kent         | Eadbaldo re del Kent         | Eadbaldo re del Kent         |              |              | Emma                       | Emma                       | Emma                       | Emma                       | Emma                       | Emma                       |  |  |                |                |                |                |                |                |  |  |                 |                 |                 |                 |                 |                 |  |  |            |            |            |            |            |            |  |  |            |            |            |            |            |            |
|                          |                          |                          |                          |                          |                          |                               |                               |                               |                               |                               |                               |                            |                            |  |  |                              |                              |                              |                              |                              |                              |              |              |                            |                            |                            |                            |                            |                            |  |  |                |                |                |                |                |                |  |  |                 |                 |                 |                 |                 |                 |  |  |            |            |            |            |            |            |  |  |            |            |            |            |            |            |
|                          |                          |                          |                          |                          |                          |                               |                               |                               |                               |                               |                               |                            |                            |  |  |                              |                              |                              |                              |                              |                              |              |              |                            |                            |                            |                            |                            |                            |  |  |                |                |                |                |                |                |  |  |                 |                 |                 |                 |                 |                 |  |  |            |            |            |            |            |            |  |  |            |            |            |            |            |            |
| Santa Sexburga di Ely    | Santa Sexburga di Ely    | Santa Sexburga di Ely    | Santa Sexburga di Ely    | Santa Sexburga di Ely    | Santa Sexburga di Ely    |                               |                               | Eorcenberht re del Kent       | Eorcenberht re del Kent       | Eorcenberht re del Kent       | Eorcenberht re del Kent       | Eorcenberht re del Kent    | Eorcenberht re del Kent    |  |  | Santa Eanswida di Folkestone | Santa Eanswida di Folkestone | Santa Eanswida di Folkestone | Santa Eanswida di Folkestone | Santa Eanswida di Folkestone | Santa Eanswida di Folkestone |              |              | Eormenred ? re del Kent    | Eormenred ? re del Kent    | Eormenred ? re del Kent    | Eormenred ? re del Kent    | Eormenred ? re del Kent    | Eormenred ? re del Kent    |  |  | Oslafa         | Oslafa         | Oslafa         | Oslafa         | Oslafa         | Oslafa         |  |  |                 |                 |                 |                 |                 |                 |  |  |            |            |            |            |            |            |  |  |            |            |            |            |            |            |
| Santa Sexburga di Ely    | Santa Sexburga di Ely    | Santa Sexburga di Ely    | Santa Sexburga di Ely    | Santa Sexburga di Ely    | Santa Sexburga di Ely    |                               |                               | Eorcenberht re del Kent       | Eorcenberht re del Kent       | Eorcenberht re del Kent       | Eorcenberht re del Kent       | Eorcenberht re del Kent    | Eorcenberht re del Kent    |  |  | Santa Eanswida di Folkestone | Santa Eanswida di Folkestone | Santa Eanswida di Folkestone | Santa Eanswida di Folkestone | Santa Eanswida di Folkestone | Santa Eanswida di Folkestone |              |              | Eormenred ? re del Kent    | Eormenred ? re del Kent    | Eormenred ? re del Kent    | Eormenred ? re del Kent    | Eormenred ? re del Kent    | Eormenred ? re del Kent    |  |  | Oslafa         | Oslafa         | Oslafa         | Oslafa         | Oslafa         | Oslafa         |  |  |                 |                 |                 |                 |                 |                 |  |  |            |            |            |            |            |            |  |  |            |            |            |            |            |            |
|                          |                          |                          |                          |                          |                          |                               |                               |                               |                               |                               |                               |                            |                            |  |  |                              |                              |                              |                              |                              |                              |              |              |                            |                            |                            |                            |                            |                            |  |  |                |                |                |                |                |                |  |  |                 |                 |                 |                 |                 |                 |  |  |            |            |            |            |            |            |  |  |            |            |            |            |            |            |
|                          |                          |                          |                          |                          |                          |                               |                               |                               |                               |                               |                               |                            |                            |  |  |                              |                              |                              |                              |                              |                              |              |              |                            |                            |                            |                            |                            |                            |  |  |                |                |                |                |                |                |  |  |                 |                 |                 |                 |                 |                 |  |  |            |            |            |            |            |            |  |  |            |            |            |            |            |            |
| Egberto re del Kent      | Egberto re del Kent      | Egberto re del Kent      | Egberto re del Kent      | Egberto re del Kent      | Egberto re del Kent      |                               |                               | Hlothhere re del Kent         | Hlothhere re del Kent         | Hlothhere re del Kent         | Hlothhere re del Kent         | Hlothhere re del Kent      | Hlothhere re del Kent      |  |  | Merewalh re del Magonsete    | Merewalh re del Magonsete    | Merewalh re del Magonsete    | Merewalh re del Magonsete    | Merewalh re del Magonsete    | Merewalh re del Magonsete    |              |              | Domne Eafe                 | Domne Eafe                 | Domne Eafe                 | Domne Eafe                 | Domne Eafe                 | Domne Eafe                 |  |  | Santo Etelredo | Santo Etelredo | Santo Etelredo | Santo Etelredo | Santo Etelredo | Santo Etelredo |  |  | Santo Etelberto | Santo Etelberto | Santo Etelberto | Santo Etelberto | Santo Etelberto | Santo Etelberto |  |  | Eormenburg | Eormenburg | Eormenburg | Eormenburg | Eormenburg | Eormenburg |  |  | Eormengyth | Eormengyth | Eormengyth | Eormengyth | Eormengyth | Eormengyth |
| Egberto re del Kent      | Egberto re del Kent      | Egberto re del Kent      | Egberto re del Kent      | Egberto re del Kent      | Egberto re del Kent      |                               |                               | Hlothhere re del Kent         | Hlothhere re del Kent         | Hlothhere re del Kent         | Hlothhere re del Kent         | Hlothhere re del Kent      | Hlothhere re del Kent      |  |  | Merewalh re del Magonsete    | Merewalh re del Magonsete    | Merewalh re del Magonsete    | Merewalh re del Magonsete    | Merewalh re del Magonsete    | Merewalh re del Magonsete    |              |              | Domne Eafe                 | Domne Eafe                 | Domne Eafe                 | Domne Eafe                 | Domne Eafe                 | Domne Eafe                 |  |  | Santo Etelredo | Santo Etelredo | Santo Etelredo | Santo Etelredo | Santo Etelredo | Santo Etelredo |  |  | Santo Etelberto | Santo Etelberto | Santo Etelberto | Santo Etelberto | Santo Etelberto | Santo Etelberto |  |  | Eormenburg | Eormenburg | Eormenburg | Eormenburg | Eormenburg | Eormenburg |  |  | Eormengyth | Eormengyth | Eormengyth | Eormengyth | Eormengyth | Eormengyth |
|                          |                          |                          |                          |                          |                          |                               |                               |                               |                               |                               |                               |                            |                            |  |  |                              |                              |                              |                              |                              |                              |              |              |                            |                            |                            |                            |                            |                            |  |  |                |                |                |                |                |                |  |  |                 |                 |                 |                 |                 |                 |  |  |            |            |            |            |            |            |  |  |            |            |            |            |            |            |
|                          |                          |                          |                          |                          |                          |                               |                               |                               |                               |                               |                               |                            |                            |  |  |                              |                              |                              |                              |                              |                              |              |              |                            |                            |                            |                            |                            |                            |  |  |                |                |                |                |                |                |  |  |                 |                 |                 |                 |                 |                 |  |  |            |            |            |            |            |            |  |  |            |            |            |            |            |            |
| Eadric re del Kent       | Eadric re del Kent       | Eadric re del Kent       | Eadric re del Kent       | Eadric re del Kent       | Eadric re del Kent       |                               |                               | Merefin                       | Merefin                       | Merefin                       | Merefin                       | Merefin                    | Merefin                    |  |  | Santa Mildred                | Santa Mildred                | Santa Mildred                | Santa Mildred                | Santa Mildred                | Santa Mildred                |              |              | Santa Mildburga di Wenlock | Santa Mildburga di Wenlock | Santa Mildburga di Wenlock | Santa Mildburga di Wenlock | Santa Mildburga di Wenlock | Santa Mildburga di Wenlock |  |  | Santa Mildgita | Santa Mildgita | Santa Mildgita | Santa Mildgita | Santa Mildgita | Santa Mildgita |  |  |                 |                 |                 |                 |                 |                 |  |  |            |            |            |            |            |            |  |  |            |            |            |            |            |            |